# Wapen van El Salvador

Wapen van El Salvador

Het wapen van El Salvador werd aangenomen op 15 september 1912 en vertoont grote gelijkenis met het wapen van de verdwenen federatie van de Verenigde Staten van Centraal-Amerika, waar El Salvador tot 1840 deel van uitmaakte. Het wapen staat centraal op de vlag van El Salvador.
De vijf vulkanen in de driehoek staan voor de vijf lidstaten van deze federatie: Costa Rica, El Salvador, Guatemala, Honduras en Nicaragua. Daarnaast verwijzen zij naar de vulkanische aard van een groot deel van Centraal-Amerika. Hun positie in zee symboliseert de ligging van Centraal-Amerika aan de Atlantische en de Grote Oceaan. De driehoek zelf symboliseert gelijkheid. De regenboog in het wapen staat voor vrede en de frygische muts (onder de regenboog) voor vrijheid.
De datum in het wapen, 15 september 1821, is de dag dat El Salvador onafhankelijk werd van Spanje.
Achter de driehoek bevinden zich vijf blauw-wit-blauwe vlaggen; zij verwijzen naar de vlag van de Verenigde Staten van Centraal-Amerika en de daarvan afgeleide vlag van El Salvador. Onder de driehoek staat het nationale motto Dios, Union, Libertad ("God, Eenheid, Vrijheid"). De driehoek, de vlaggen en het motto worden omringd door een laurierkrans bestaande uit veertien delen, hetgeen de veertien departementen van El Salvador symboliseert. Om het geheel heen staat in gele hoofdletters República de El Salvador en la América Central ("Republiek El Salvador in Centraal-Amerika").